# Monastère des Grottes d'Inkerman
Le monastère Saint-Clément d'Inkerman ou monastère des Grottes (Инкерма́нский Свя́то-Климе́нтовский пеще́рный монасты́рь) est un monastère orthodoxe troglodyte construit sur une falaise près de l'embouchure de la rivière Noire, près de la ville d'Inkerman, faisant partie de la municipalité de Sébastopol en Crimée. Le plateau de la falaise abrite les ruines de la forteresse de Kalamita construite au VIe siècle. L'ensemble fait partie du patrimoine culturel d'importance fédérale en Russie.

## Histoire

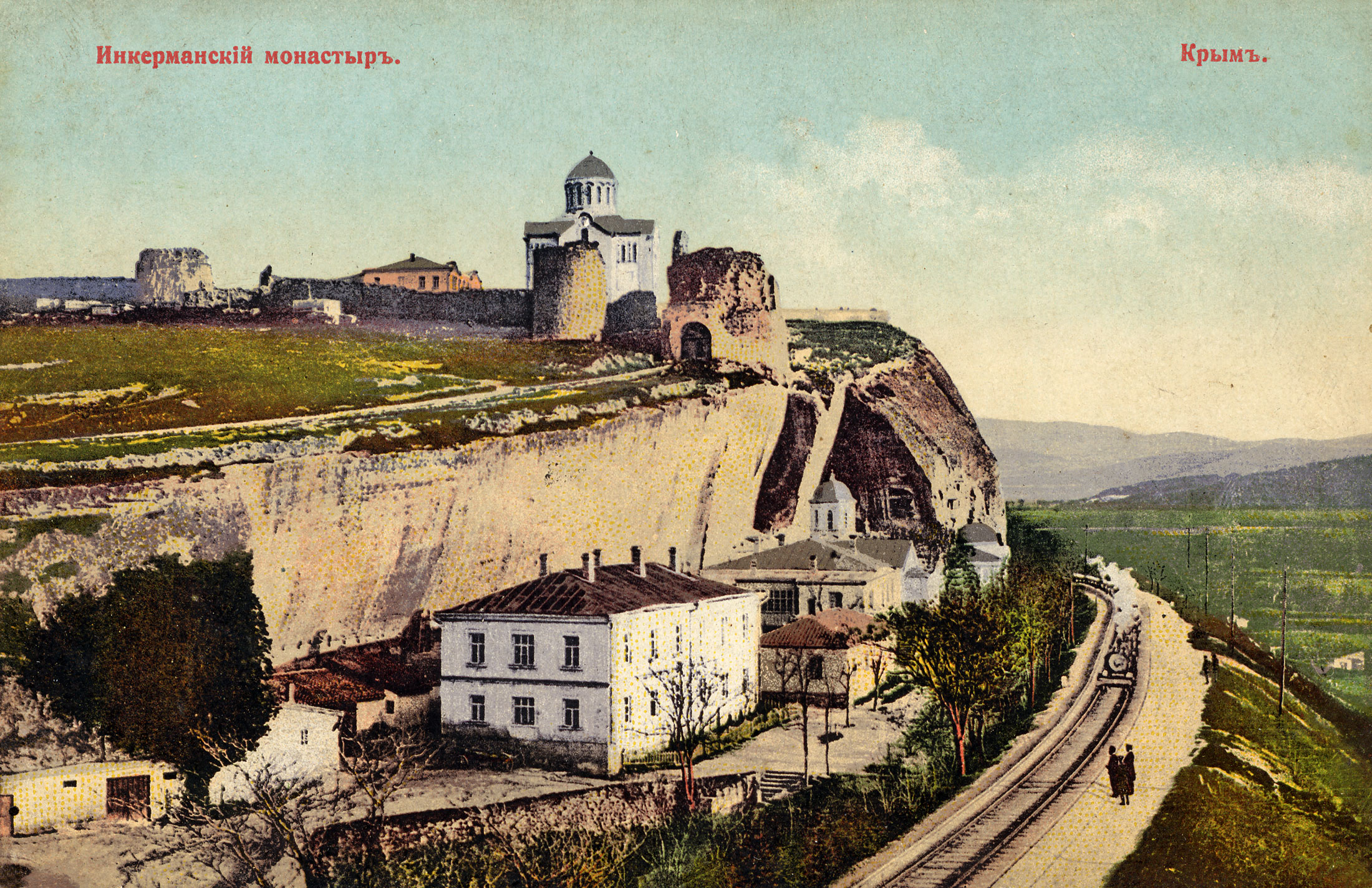
Carte postale des années 1910.

Ce monastère orthodoxe est fondé en 1850 sur le site d'une ancien monastère médiéval byzantin où les reliques du saint pape Clément étaient supposées s'y trouver avant d'être translatées à la basilique Sainte-Sophie de Constantinople par Saints Cyrille et Méthode, puis à la basilique Saint-Clément-du-Latran. Les chrétiens de l'époque auraient gardé les reliques de ce pape dans une grotte pour les vénérer le jour anniversaire de sa mort. Frappé par sa beauté, le franciscain voyageur Guillaume de Rubrouck l'a décrite au XIIIe siècle comme une « église construite des mains des anges ».
Selon une autre version, ce monastère byzantin, a probablement été fondé au VIIIe siècle par des orthodoxes fuyant la persécution des iconoclastes. Il comportait huit chapelles à différents étages et une hôtellerie accessible par un escalier. Aux XIVe et XVe siècles, le monastère et la forteresse de Kalamita font partie de la principauté de Théodoros. Les Turcs s'en emparent en 1475. Les lieux finissent par tomber peu à peu en ruines et les Turcs nomment la forteresse Kalamita en « Inkerman ». La Crimée entre dans l'Empire russe sous le règne de Catherine II en 1783. Les grottes d'Inkerman ont été étudiées par Peter Simon Pallas en 1793  et saccagées et dépouillées par les Anglais pendant la guerre de Crimée.
Les Russes y font construire deux églises supplémentaires, commémorant l'accident de train de Borki (église Saint-Pantéleïmon bâtie en 1895) et la guerre de Crimée (église Saint-Nicolas bâtie en 1905). Les moines sont chassés en 1924, sauf trois vieillards. Le monastère est endommagé par le tremblement de terre de 1927 et il est fermé au culte par les autorités communistes en 1931, tous les biens sont dispersés dans différents musées de Sébastopol. Pendant la Grande Guerre patriotique (1941-1945), ses grottes abritent des unités de défense de Sébastopol; plusieurs chapelles sont détruites. Il est rendu au culte en 1991. Cinq chapelles et églises sont consacrées au culte; trois troglodytes (Saint-Clément, Saint-Martin-le-Confesseur et Saint-André-Apôtre) et deux sur terre (Sainte-Trinité et Saint-Pantéleïmon). La liturgie divine est rétablie depuis 2019 pour les fidèles les dimanches et jours de fête à l'église Saint-Clément.

## Galerie d'images

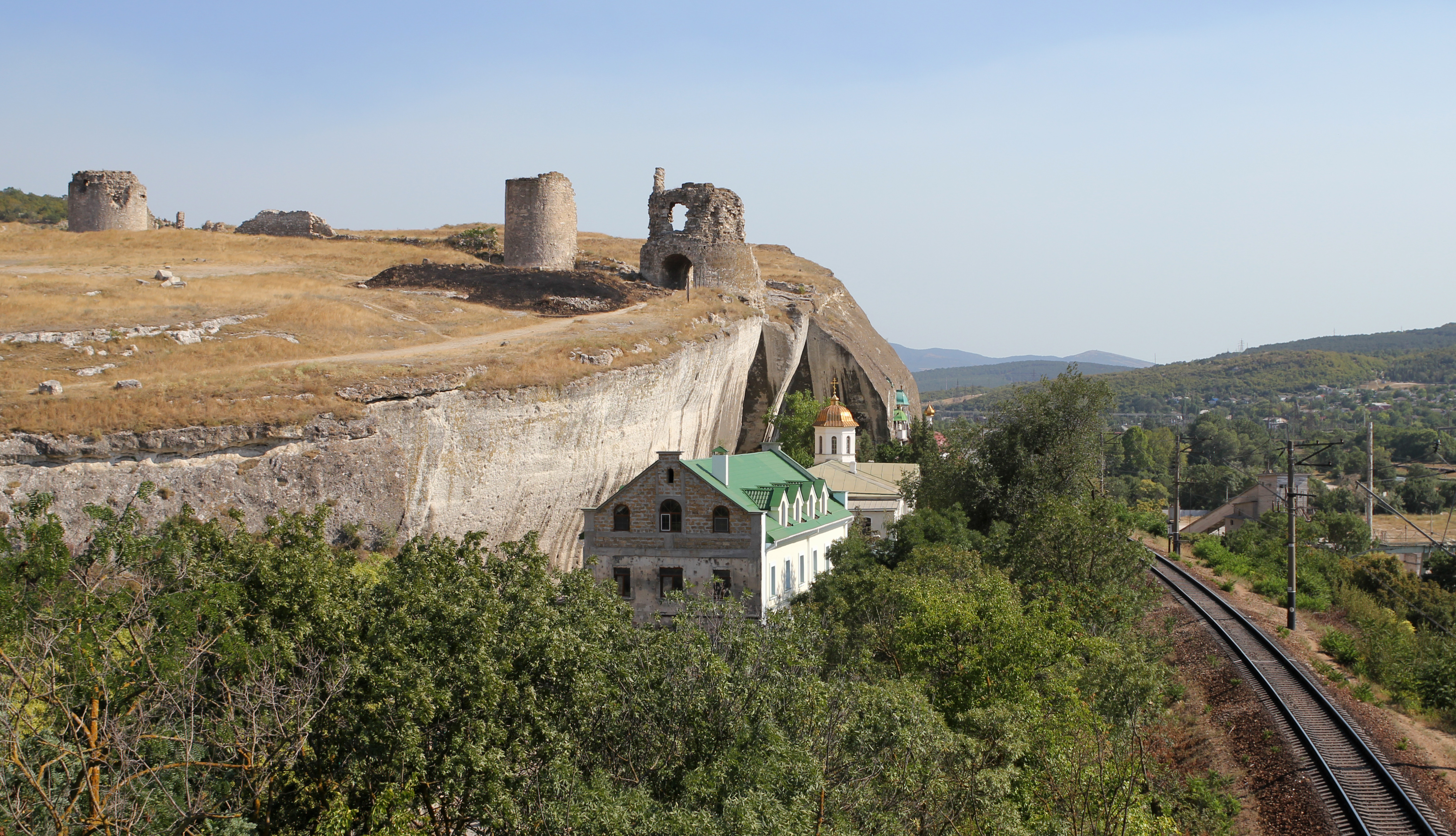
Le monastère surplombé par les ruines du fort Kalamita.
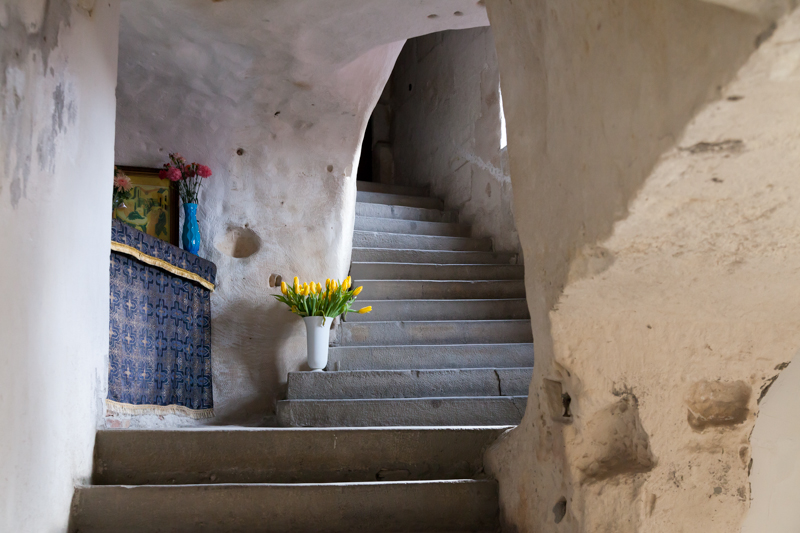
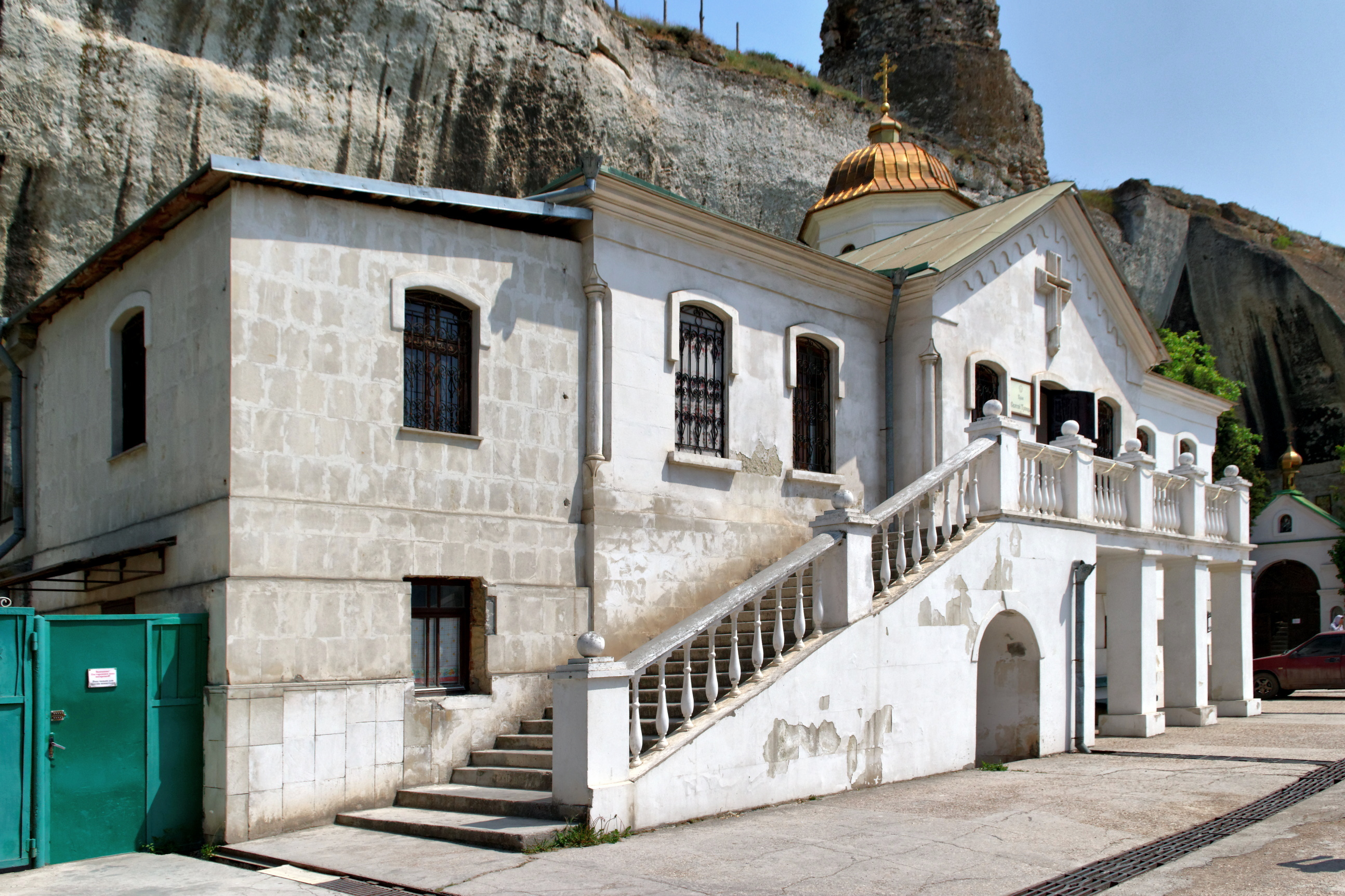
Vue de la chapelle de la Sainte-Trinité
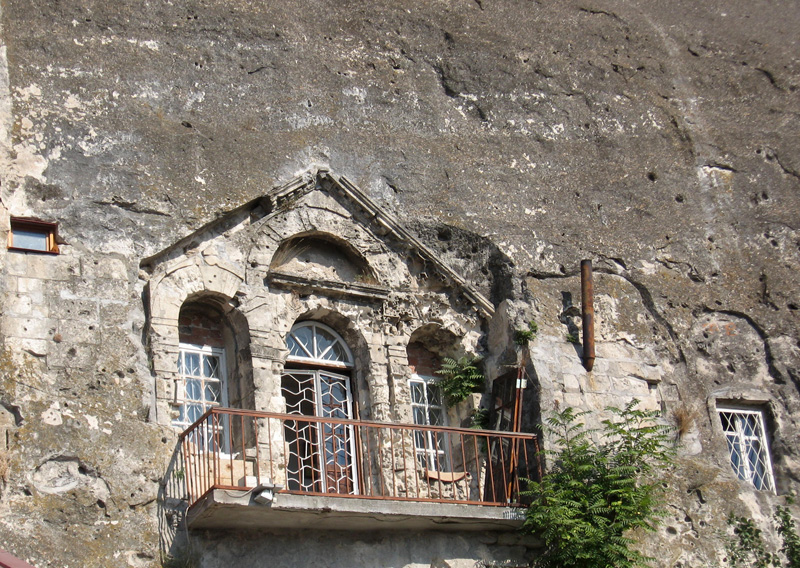
Balcon de l'église Saint-Clément
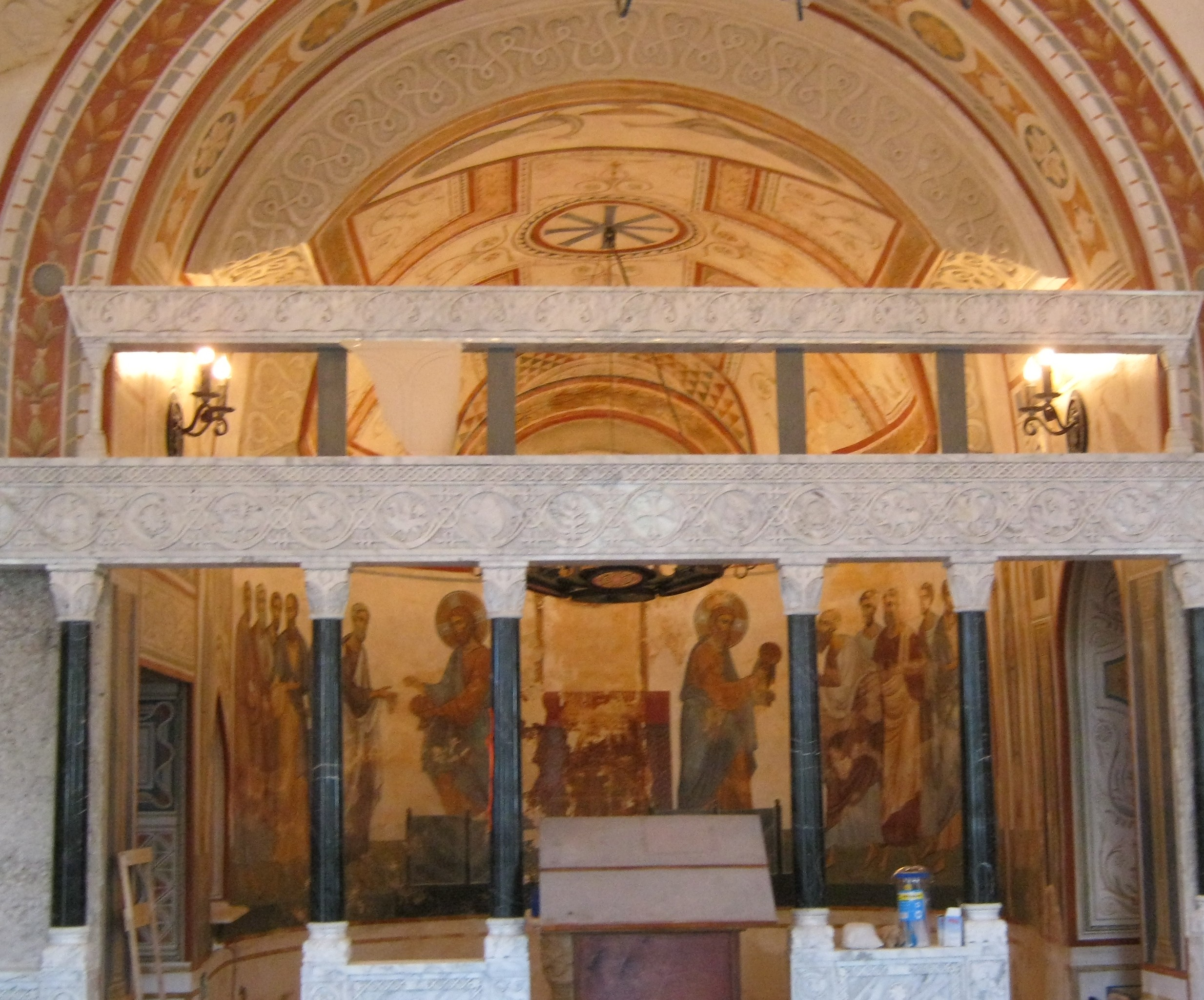
Fresques de la chapelle de la Sainte-Trinité